# Saint-Aubin-sur-Mer (Seine-Maritime)
Pour les articles homonymes, voir Saint-Aubin et Saint-Aubin-sur-Mer.
Saint-Aubin-sur-Mer est une commune française située dans le département de la Seine-Maritime en région Normandie.

## Géographie
| Manche             | Manche              | Manche      |
| Sotteville-sur-Mer | Saint-Aubin-sur-Mer | Quiberville |
|                    | Le Bourg-Dun        |             |

Située sur la côte d'Albâtre, entre Sotteville-sur-Mer et Quiberville, la commune est à moins d'un kilomètre de la mer.

### Hydrographie
La commune est située dans le bassin Seine-Normandie. Elle est drainée par le Dun,.
Le Dun, d'une longueur de 13 km, prend sa source dans la commune de Autigny et se jette  dans la Manche sur la commune, après avoir traversé huit communes. Les caractéristiques hydrologiques de le Dun sont données par la station hydrologique située sur la commune de Bourg-Dun. Le débit moyen mensuel est de 0,255 m3/s. Le débit moyen journalier maximum est de 1,88 m3/s, atteint lors de la crue du 26 février 2024. Le débit instantané maximal est quant à lui de 4,96 m3/s, atteint le 18 juin 2023.
Un plan d'eau complète le réseau hydrographique : le plan d'eau 1 de la commune de Saint-Aubin-sur-Mer (0,73 ha),.

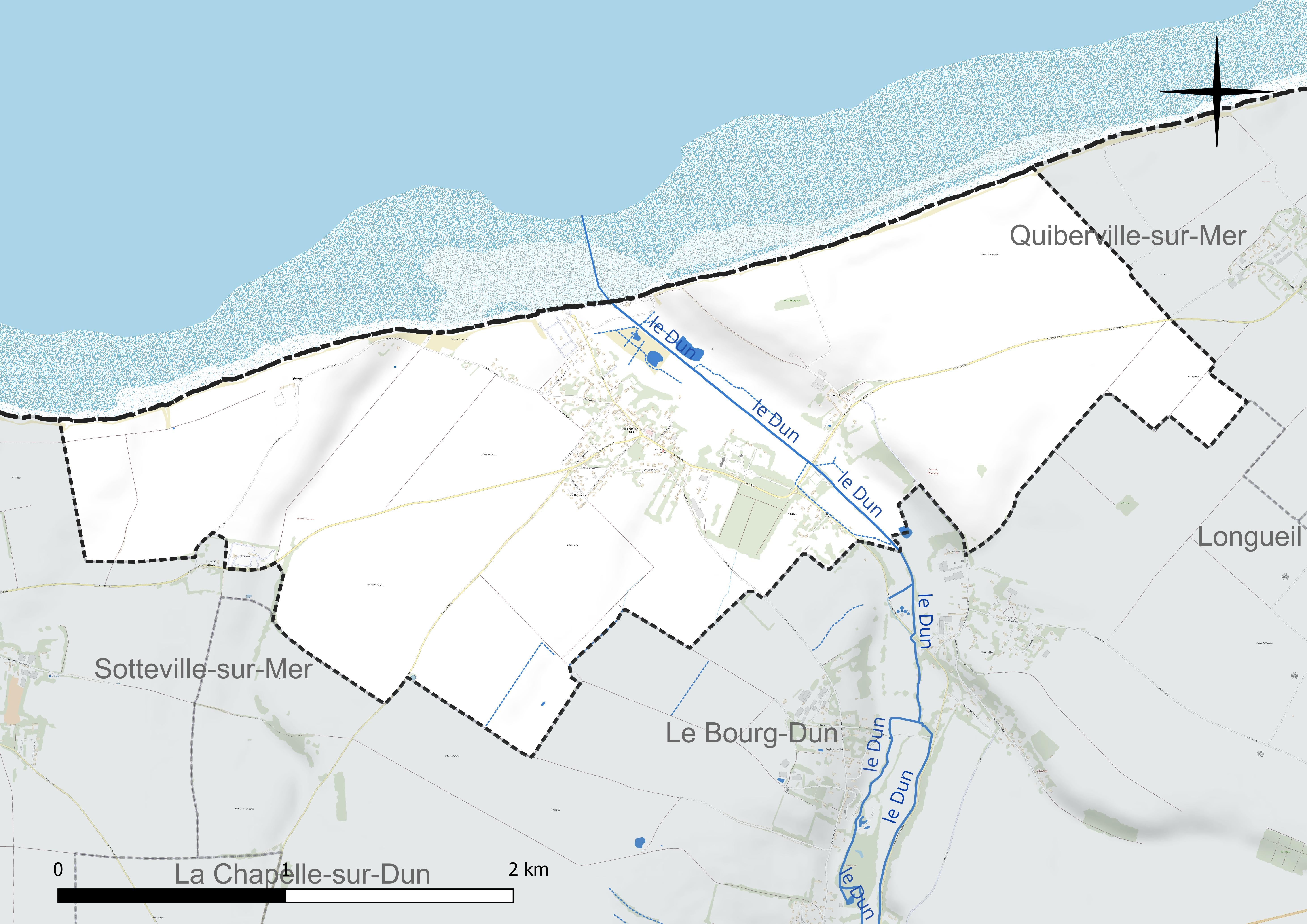
Réseau hydrographique de Saint-Aubin-sur-Mer.

### Climat
Pour des articles plus généraux, voir Climat de la Normandie et Climat de la Seine-Maritime.
En 2010, le climat de la commune est de type climat océanique franc, selon une étude du CNRS s'appuyant sur une série de données couvrant la période 1971-2000. En 2020, Météo-France publie une typologie des climats de la France métropolitaine dans laquelle la commune est exposée à un climat océanique et est dans la région climatique Côtes de la Manche orientale, caractérisée par un faible ensoleillement (1 550 h/an) ; forte humidité de l’air (plus de 20 h/jour avec humidité relative > 80 % en hiver), vents forts fréquents. Parallèlement le GIEC normand, un groupe régional d’experts sur le climat, différencie quant à lui, dans une étude de 2020, trois grands types de climats pour la région Normandie, nuancés à une échelle plus fine par les facteurs géographiques locaux. La commune est, selon ce zonage, exposée à un « climat maritime », correspondant au Pays de Caux, frais, humide et pluvieux, légèrement plus frais que dans le Cotentin.
Pour la période 1971-2000, la température annuelle moyenne est de 10,8 °C, avec une amplitude thermique annuelle de 12,1 °C. Le cumul annuel moyen de précipitations est de 901 mm, avec 12,7 jours de précipitations en janvier et 8,6 jours en juillet. Pour la période 1991-2020, la température moyenne annuelle observée sur la station météorologique la plus proche, située sur la commune de Dieppe à 15 km à vol d'oiseau, est de 11,3 °C et le cumul annuel moyen de précipitations est de 805,2 mm,. Pour l'avenir, les paramètres climatiques de la commune estimés pour 2050 selon différents scénarios d'émission de gaz à effet de serre sont consultables sur un site dédié publié par Météo-France en novembre 2022.

## Urbanisme

### Typologie
Au 1er janvier 2024, Saint-Aubin-sur-Mer est catégorisée commune rurale à habitat dispersé, selon la nouvelle grille communale de densité à sept niveaux définie par l'Insee en 2022.
Elle est située hors unité urbaine et hors attraction des villes,.
La commune, bordée par la Manche, est également une commune littorale au sens de la loi du 3 janvier 1986, dite loi littoral. Des dispositions spécifiques d’urbanisme s’y appliquent dès lors afin de préserver les espaces naturels, les sites, les paysages et l’équilibre écologique du littoral, tel le principe d'inconstructibilité, en dehors des espaces urbanisés, sur la bande littorale des 100 mètres, ou plus si le plan local d’urbanisme le prévoit.

### Occupation des sols
L'occupation des sols de la commune, telle qu'elle ressort de la base de données européenne d’occupation biophysique des sols Corine Land Cover (CLC), est marquée par l'importance des territoires agricoles (92 % en 2018), en diminution par rapport à 1990 (93,6 %). La répartition détaillée en 2018 est la suivante : 
terres arables (72,6 %), prairies (19,4 %), zones urbanisées (6,1 %), zones humides côtières (1,9 %), zones agricoles hétérogènes (0,1 %). L'évolution de l’occupation des sols de la commune et de ses infrastructures peut être observée sur les différentes représentations cartographiques du territoire : la carte de Cassini (XVIIIe siècle), la carte d'état-major (1820-1866) et les cartes ou photos aériennes de l'IGN pour la période actuelle (1950 à aujourd'hui).

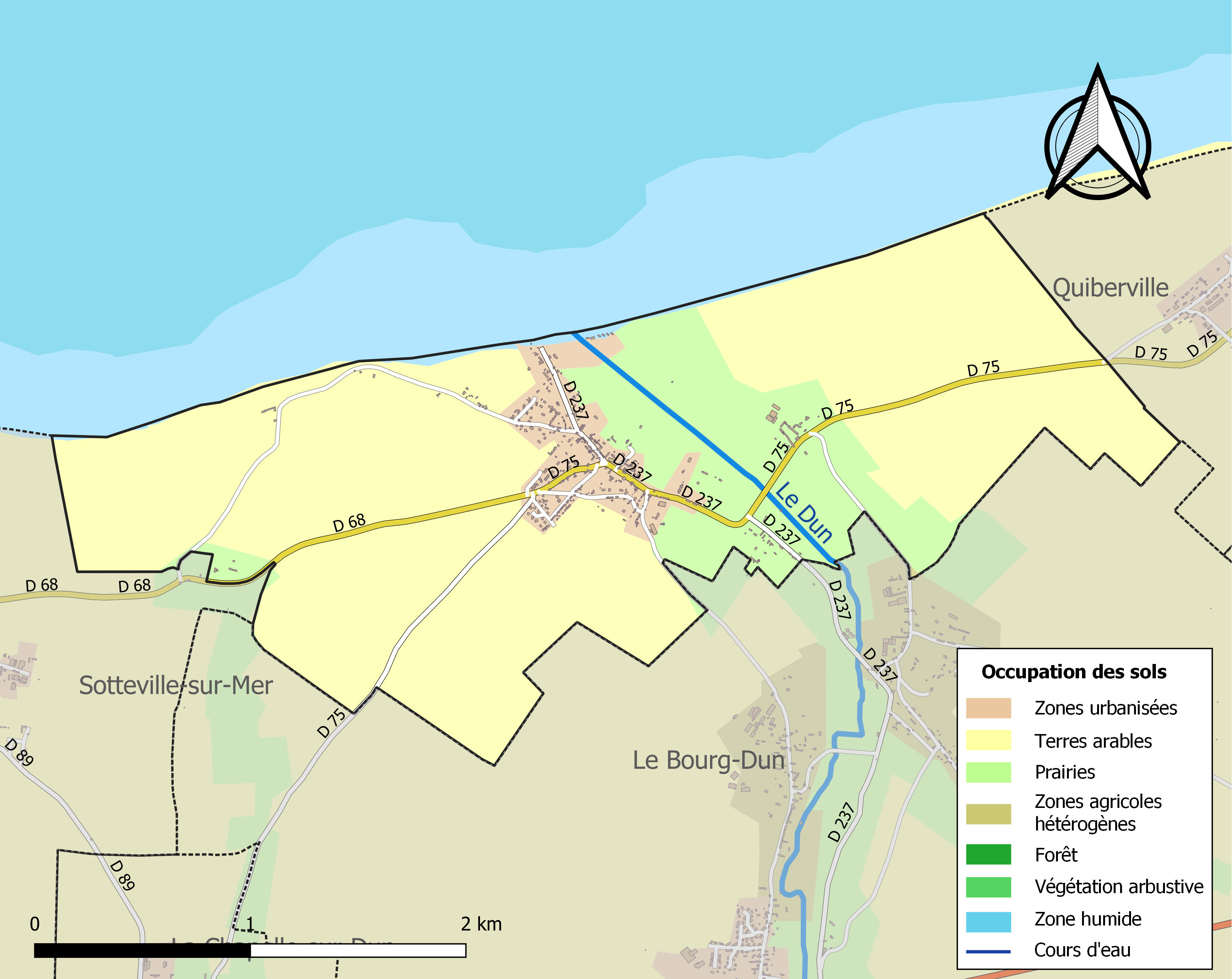
Carte des infrastructures et de l'occupation des sols de la commune en 2018 (CLC).

## Toponymie
Le nom de la localité est attesté sous les formes Ecclesia Sancti Albini super mare vers 1240, Saint Aulbin en 1319, Sanctus Albinus en 1337, Saint Aubin sur la mer en 1714, Saint Aubin sur Mer en 1788.
Saint Aubin est la dédicace d'un grand nombre de communes en Normandie, il s'agit d'un ancien évêque d'Angers au VIe siècle.
Le déterminant locatif -sur-Mer fait référence à la Manche (mer).

## Histoire
En 1207, Saint-Aubin appartenait à l’abbaye de Saint-Wandrille. C'est un fief indépendant à partir de 1662, dépendant auparavant de la baronnie de Ferrières.[réf. nécessaire]

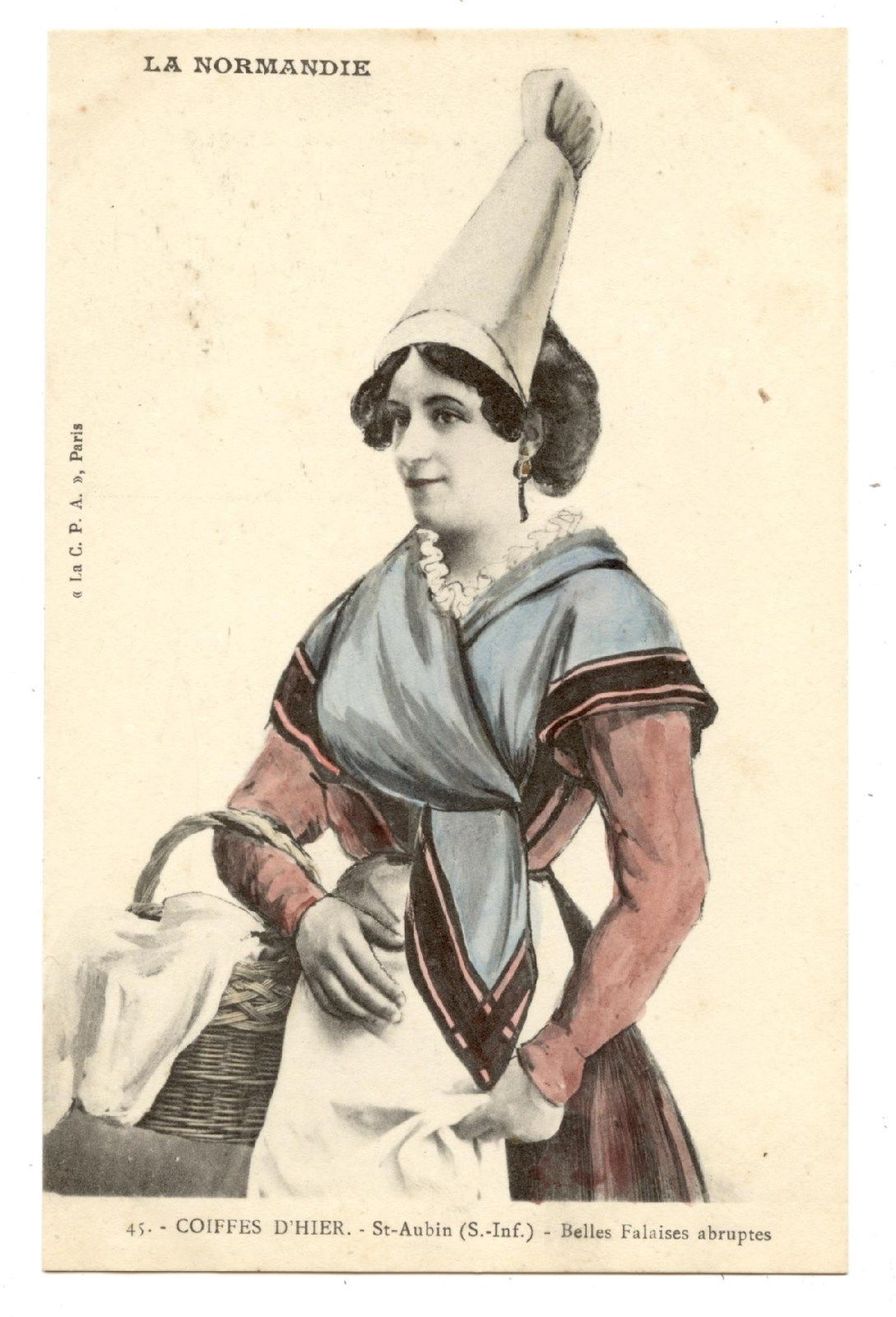
Coiffe de Saint-Aubin.

Le château appartint au XVIIe siècle au marquis de Pomponne, ministre de Louis XIV, puis, au XVIIIe siècle, aux Choiseul-Gouffier.
La commune est formée en 1822 par la fusion des deux anciennes communes de Saint-Aubin-sur-Mer et d’Épineville (hameau), mentionnées respectivement aux XIIIe et XIIe siècles.

## Politique et administration
| Période                                  | Période                    | Identité            | Étiquette | Qualité                                                   |
| ---------------------------------------- | -------------------------- | ------------------- | --------- | --------------------------------------------------------- |
| Les données manquantes sont à compléter. |                            |                     |           |                                                           |
| 1953                                     | mars 1989                  | Robert Saint-Pierre | FN        | Chef d'entreprise de paysagisme Croix de guerre 1939-1945 |
| mars 1989                                | mars 2008                  | M. France Petit     |           |                                                           |
| mars 2008                                | mai 2020                   | Régis Petit         |           | Fils du précédent Retraité                                |
| mai 2020                                 | En cours (au 10 août 2020) | Joël Deschamps      |           |                                                           |

## Démographie
L'évolution du nombre d'habitants est connue à travers les recensements de la population effectués dans la commune depuis 1793. Pour les communes de moins de 10 000 habitants, une enquête de recensement portant sur toute la population est réalisée tous les cinq ans, les populations de référence des années intermédiaires étant quant à elles estimées par interpolation ou extrapolation. Pour la commune, le premier recensement exhaustif entrant dans le cadre du nouveau dispositif a été réalisé en 2007.

En 2022, la commune comptait 175 habitants, en évolution de −5,41 % par rapport à 2016 (Seine-Maritime : +0,35 %, France hors Mayotte : +2,11 %).
| 1793 | 1800 | 1806 | 1831 | 1836 | 1841 | 1846 | 1851 | 1856 |
| ---- | ---- | ---- | ---- | ---- | ---- | ---- | ---- | ---- |
| 323  | 325  | 357  | 442  | 396  | 438  | 446  | 445  | 442  |

| 1861 | 1866 | 1872 | 1876 | 1881 | 1886 | 1891 | 1896 | 1901 |
| ---- | ---- | ---- | ---- | ---- | ---- | ---- | ---- | ---- |
| 370  | 342  | 325  | 303  | 285  | 277  | 265  | 215  | 194  |

| 1906 | 1911 | 1921 | 1926 | 1931 | 1936 | 1946 | 1954 | 1962 |
| ---- | ---- | ---- | ---- | ---- | ---- | ---- | ---- | ---- |
| 209  | 220  | 189  | 198  | 222  | 237  | 236  | 236  | 258  |

| 1968 | 1975 | 1982 | 1990 | 1999 | 2006 | 2007 | 2012 | 2017 |
| ---- | ---- | ---- | ---- | ---- | ---- | ---- | ---- | ---- |
| 264  | 235  | 280  | 281  | 280  | 267  | 265  | 220  | 170  |

| 2022 | - | - | - | - | - | - | - | - |
| ---- | - | - | - | - | - | - | - | - |
| 175  | - | - | - | - | - | - | - | - |

## Culture locale et patrimoine

### Lieux et monuments

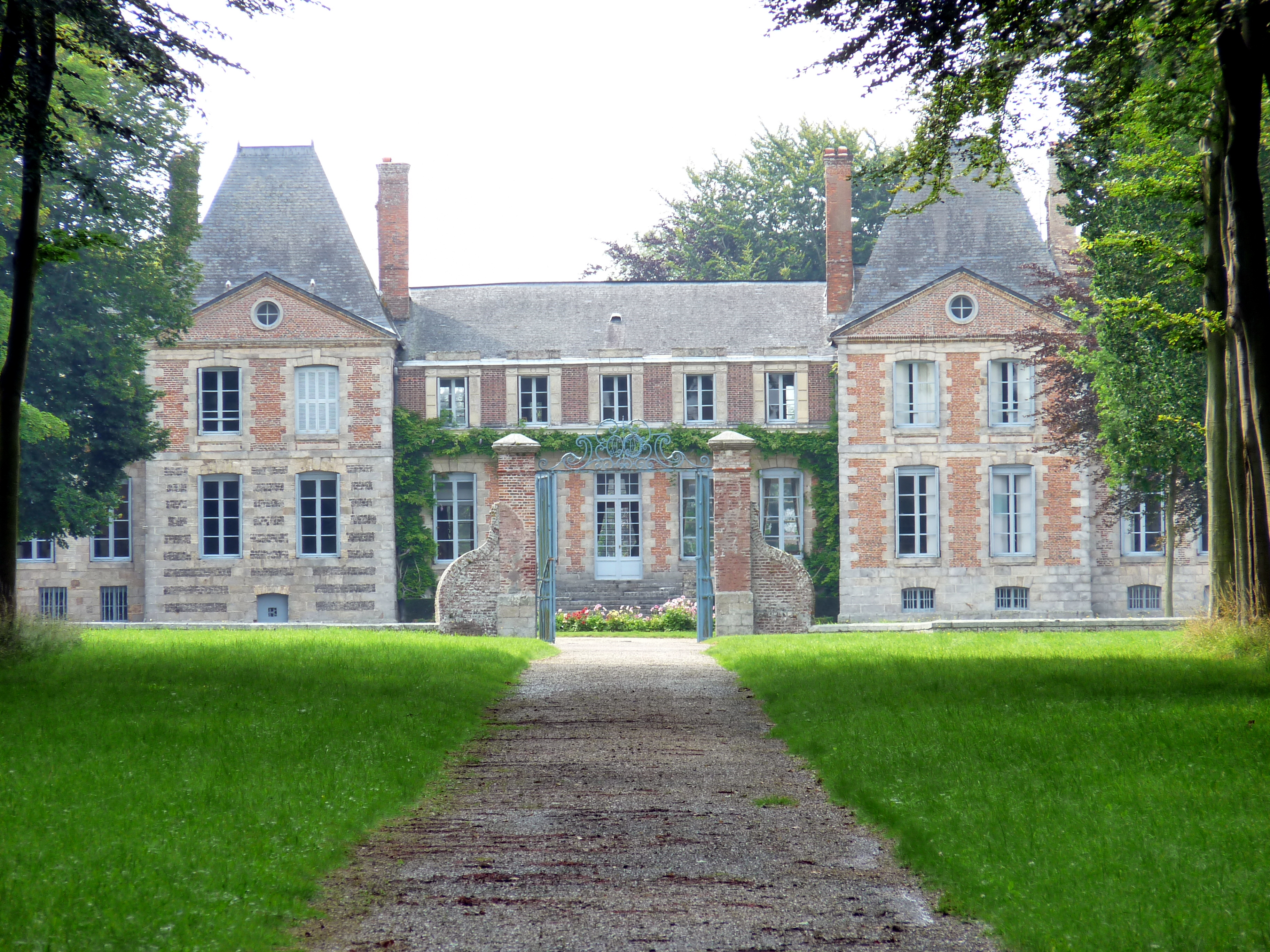
Le château.

La commune compte un monument inscrit à l'inventaire des  monuments historiques depuis le 15 juin 1976 : le château de Saint-Aubin-sur-Mer.

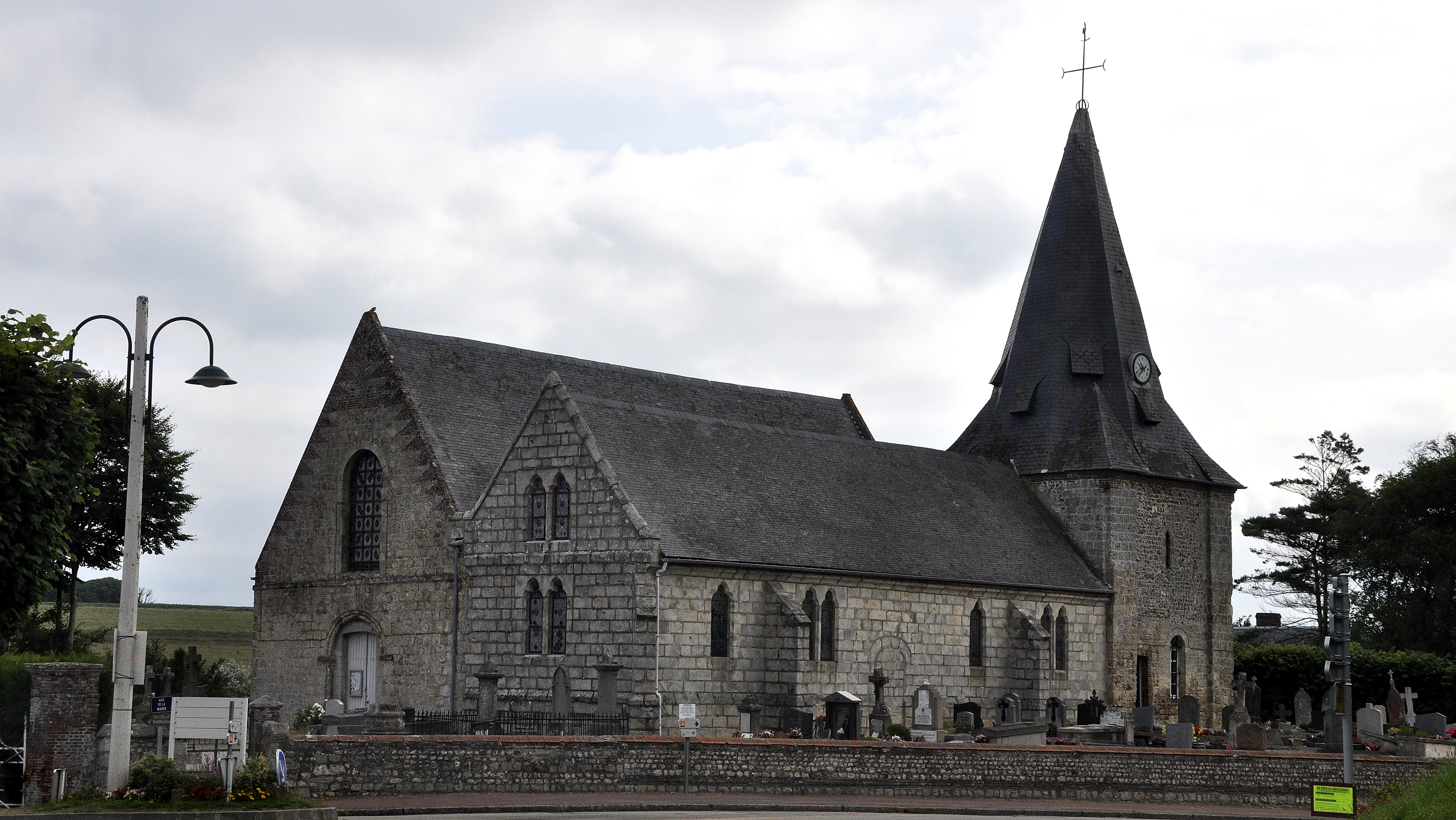
L'église Saint-Aubin.

Outre ce monument inscrit, on peut citer l'église Saint-Aubin répertoriée à l'inventaire général du patrimoine culturel, dont la nef et la tour clocher datent du XIIe siècle et la villa Jentel appartenant par la suite à la famille Petit.

### Patrimoine naturel
Site classé
- Le château de Saint-Aubin-sur-Mer et le parc  Site classé (1948)[31].

### Héraldique
| Armes de Saint-Aubin-sur-Mer | Les armes de la commune de Saint-Aubin-sur-Mer se blasonnent ainsi : D’azur au chevron d’or accompagné en chef de deux étoiles d’argent et en pointe d’un poisson du même. |